# Játiva

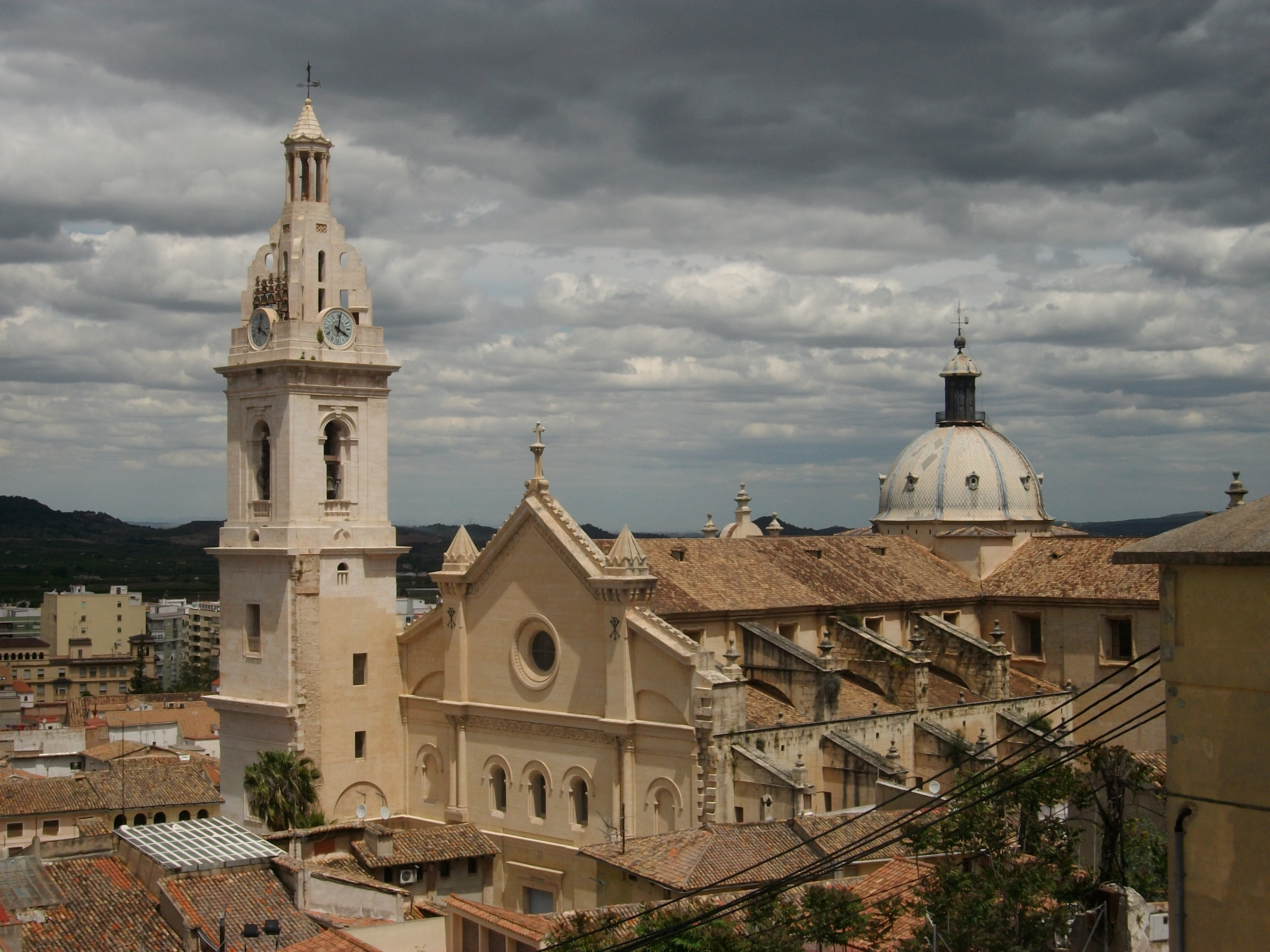
Imagine din Xàtiva

Xàtiva (în valenciană și oficial, spaniolă Játiva) este un oraș în sudul provinciei Valencia, Comunitatea Valenciană, Spania. Este capitala comarcei La Costera. În anul 2022 avea un total de 29.637 locuitori.

## Personalități născute aici
- José de Ribera (1591 - 1652), pictor.